# Trogloarctus trionyches
Trogloarctus trionyches är en djurart som tillhör fylumet trögkrypare, och som beskrevs av Santiago Villora-Moreno 1996. Trogloarctus trionyches ingår i släktet Trogloarctus och familjen Coronarctidae. Inga underarter finns listade i Catalogue of Life.